# Burgos (La Unión)
Burgos  (Bayan ng  Burgos) es un municipio filipino de quinta categoría, situado en la isla de Luzón y perteneciente a  la provincia de La Unión en la Región Administrativa de Ilocos, también denominada Región I.

## Barangays
Burgos se divide, a los efectos administrativos, en 12  barangayes o barrios, conforme a la siguiente relación:
| - Agpay - Bilis - Caoayan - Dalacdac | - Delles - Imelda - Libtong - Linuan | - Pueblo Nuevo (New Poblacion) - Pueblo Viejo (Old Poblacion) - Tumapoc de Abajo (Lower Tumapoc) - Tumapoc de Arriba (Upper Tumapoc) |

## Historia
Este municipio lleva por nombre el del héroe nacional filipino José Burgos.